# Schoepfiaceae
Schoepfiaceae, manji biljni rod iz reda santalolike. Sastoji se od tri roda i 51 vrste.

## Rodovi
1. Genus Arjona
2. Genus Quinchamalium
3. Genus Schoepfia